# Fanfilm
 (janvier 2010).
 (janvier 2010).
Si vous disposez d'ouvrages ou d'articles de référence ou si vous connaissez des sites web de qualité traitant du thème abordé ici, merci de compléter l'article en donnant les références utiles à sa vérifiabilité et en les liant à la section « Notes et références ».

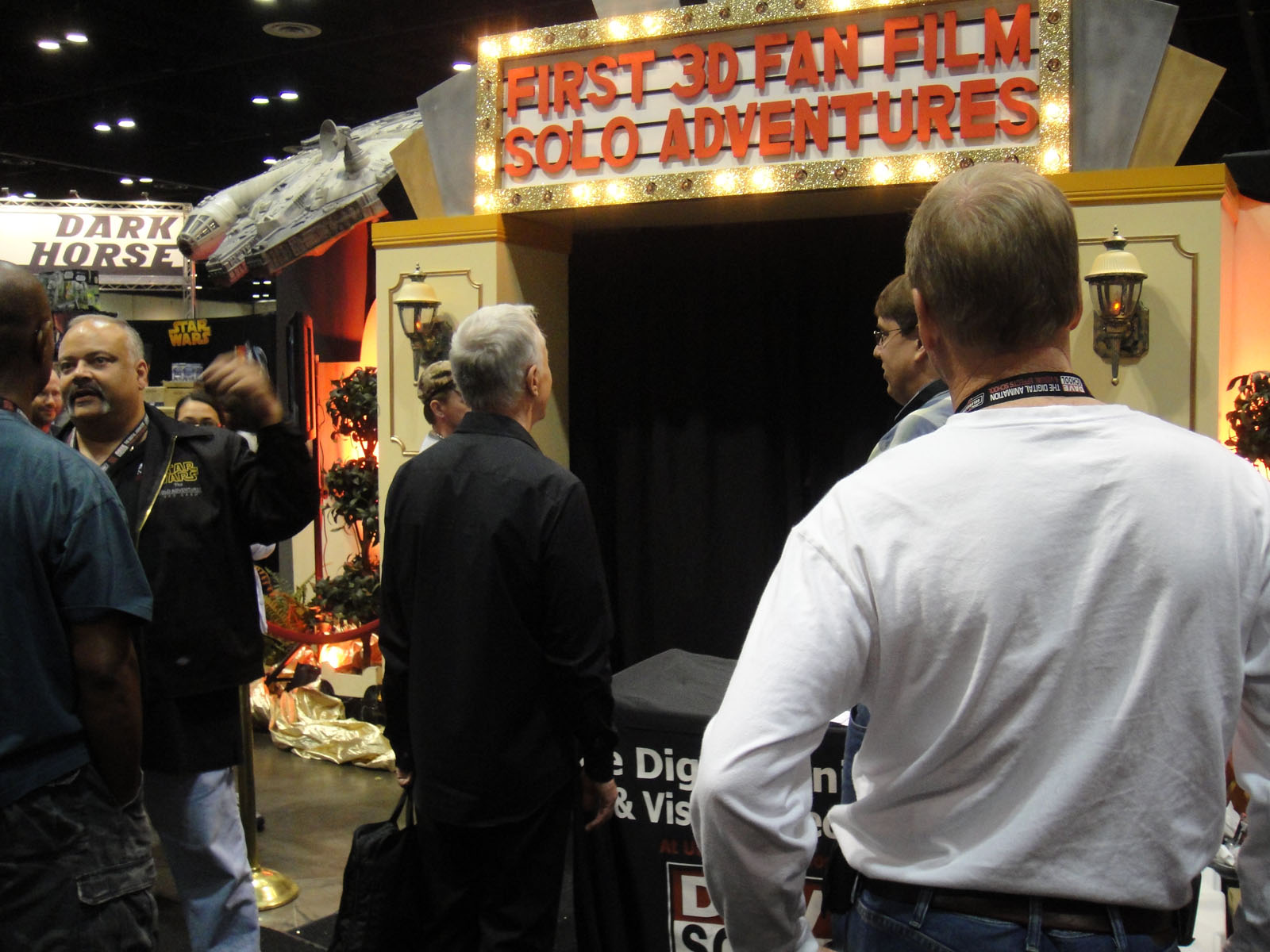
Star Wars Celebration V - Anthony Daniels au stand du film de fans 3D Solo Adventures.

Un fanfilm est un film réalisé par un fan d'une série télévisée, d'un film, d'un jeu vidéo, d'un livre ou d'une bande dessinée à partir du monde imaginé dans l'œuvre qu'il apprécie.
Selon les chercheurs, la production d’œuvres par les fans est aussi ancienne que la production des œuvres auxquelles ils se rapportent, même si cette production a pris différentes formes au fur et à mesure de l’évolution des technologies et de la société.

## Un exemple: les fanfilms surStar Wars
En matière de fanfilms, c’est l’univers de Star Wars, de George Lucas, qui a le plus inspiré les créateurs. Déjà, en 1977, date de sortie de Star Wars, épisode IV : Un nouvel espoir, sortait Hardware Wars, avec ses grille-pains volants et ses fers à repasser mortels.
Mais l’ère moderne des fanfilms Star Wars commence en 1997 avec Troops, une parodie de la série télévisée COPS dans l’univers de Star Wars, montrant des soldats impériaux patrouillant dans le désert de Tatooine, planète vue dans 5 des 6 films Star Wars.[réf. nécessaire]
L’univers de Star Wars, disposant d’une base solide de fans et d’une actualité continue avec la sortie des nouveaux épisodes, reste le plus propice à la création d’un fanfilm. Le développement fulgurant d’Internet, la banalisation des ordinateurs puissants et des caméscopes numériques, ont encouragé les fans à se lancer eux-mêmes dans la production d’un fanfilm. Une communauté solide de créateurs s’est formée, repoussant toujours plus loin les limites, améliorant constamment les effets spéciaux pour, dans certains cas, égaler ceux existant dans les films originaux de George Lucas.
Le pic de création se situe entre les sorties en 1999 de Star Wars, épisode I : La Menace fantôme et de Star Wars, épisode II : L'Attaque des clones en 2002. Les fans de tous âges se lancent dans une multitude de projets, du plus simple au plus ambitieux, du plus parodique au plus sérieux, ce qui conduit à envisager les différentes catégories de fanfilms.
Parmi les nombreux fanfilms circulant sur Internet, on peut trouver l'humoristique Store Wars, où les OGM se battent contre les aliments biologiques. Cela donne un court-métrage assez décalé, mais derrière le film se cache une critique de la société de consommation.[réf. nécessaire]
Parmi les projets les plus ambitieux, en 2006 est sorti JediCrisis, un fanfilm français semi-humoristique, de 35 minutes contenant 250 plans truqués et ayant demandé cinq années de développement.[réf. nécessaire]
En juin 2007, est sorti La Légende d'El Guittarus, court-métrage de 51 minutes rassemblant en un seul film Star Wars, Indiana Jones et Retour vers le futur[réf. nécessaire] ou encore un autre fan film de Star Wars La Nouvelle Menace (fr)[réf. nécessaire] qui a demandé une retouche sur 30 000 images pour créer les sabres laser pour pouvoir réaliser un combat à 6 (avec Dark Vador) de près de 5 min sans compter le combat de vaisseaux ...
Pendant l'année 2007, L'Ordre Sith, un véritable film, "sortira" sur Internet. Il a été réalisé principalement par quatre fans, mais a bénéficié de la participation de spécialistes en effets spéciaux.[réf. nécessaire]
En 2014, est sorti The French Ghostbusters un fan film français pour fêter les 30 ans de la saga.
En dehors des "grosses productions", réunissant en grande partie des adultes, beaucoup d'adolescents se mettent à la production de fanfilms. On trouve alors des effets spéciaux et des scénarios beaucoup moins perfectionnés mais toujours impressionnants.

## Les types de fanfilms

### Les différentes tonalités
- La parodie : il s’agit d’un genre classique, humoristique. Le but est ici de faire rire, par les situations exposées, ou plus souvent en tournant en dérision l’univers dont on s’inspire. Les créateurs de parodies, en règle générale, se soucient moins de la fidélité de leur production aux films existants que les créateurs de court-métrage.
- Le court-métrage : il s’agit d’un projet dont le but est de raconter une histoire en s’inspirant de l’univers que l’on apprécie. Le maître mot, ici, est généralement la fidélité absolue à l’univers de référence.
- Le moyen métrage : reprend les mêmes caractéristiques que le court, mais se situant entre 30 et 58 min par exemple ; on peut par exemple citer Star Wars 3 1/2 "l'Alliance" (37 minutes) ou The Hunt for Gollum (39 minutes).
- Le long-métrage : même définition que pour le court, à part que le film en question dépasse les 58 min et 29 s. Les fanfilms sous forme de long-métrage sont très peu nombreux. On peut citer L'Ordre Sith (75 minutes) dans l'univers de Star Wars[2], ou Born of Hope (70 minutes) dans celui de la Terre du Milieu.

### Les différents formats
- Le film : il s’agit du format le plus classique. Des acteurs évoluent devant une caméra.
- L’animation : Il existe toutes sortes d’animations, et la seule limite est l’imagination des auteurs. Certains fanfilms sont des animations 2D, à la manière d’un dessin animé, d’autres sont des créations 3D. Le projet le plus extrême en la matière est probablement Star Asciimation Wars[3], une tentative de recréer l’intégralité des trois films en utilisant les signes du langage ASCII.[réf. nécessaire]

## Attitude des détenteurs des droits
L'attitude des détenteurs des droits varie d'une compagnie à l'autre. La MGM a mis en demeure les créateurs d'un fanfilm se basant sur l'univers de Stargate. En revanche, Lucasfilm se montre bienveillant à l'égard des fanfilms Star Wars, à condition évidemment que le film en question ne soit ni obscène, ni à vocation lucrative. Il existe même une compétition officielle, aux conditions d'entrée particulièrement restrictives.